# Paso del Mezquite
Paso del Mezquite är en ort i Mexiko.   Den ligger i kommunen Charcas och delstaten San Luis Potosí, i den centrala delen av landet, 500 km norr om huvudstaden Mexico City. Paso del Mezquite ligger 2 066 meter över havet och antalet invånare är 153.
Terrängen runt Paso del Mezquite är platt österut, men västerut är den kuperad. Terrängen runt Paso del Mezquite sluttar österut. Runt Paso del Mezquite är det glesbefolkat, med 8 invånare per kvadratkilometer. Närmaste större samhälle är Charcas, 19,6 km sydväst om Paso del Mezquite. Omgivningarna runt Paso del Mezquite är i huvudsak ett öppet busklandskap.